# A Gép (album)
A Gép a Pokolgép zenekar tizedik nagylemeze, és hetedik stúdióalbuma. A zenekar 1994 végére feloszlott. Tarca László dobos és Jung Norbert gitáros a vendéglátóiparban tevékenykedett, Pazdera György basszusgitáros szintén kilépett, így Kukovecz Gábor gitáros és Rudán Joe énekes egyedül maradtak. Azonban továbbra is készültek dalok, amik ezen az albumon jelentek meg. A lemez eredetileg nem Pokolgép, hanem csak röviden Gép név alatt jött ki 1995 tavaszán, ezzel jelezve a zenekar feloszlását, és még az év végén megtartották a Pokolgép búcsúkoncertjét, melynek anyaga Az utolsó merénylet című koncertalbumon hallható.
Kukovecz és Rudán mellett Karp "Vladi" László működött közre az albumon, aki korábban hangmérnökként számos Tankcsapda lemezen is közreműködött. A lemezbemutató koncerteken hármójuk mellett Pintér Csaba játszott basszusgitáron, aki később a Pokolgép 1999-es újraalakulása után a zenekar teljes jogú tagjává vált.

## Az album dalai
1. A gép - 6:13
2. Emelj magasba - 5:16
3. Áradj, vér - 3:38
4. Hős lettél - 4:24
5. Kegyelemdöfés - 6:04
6. Forma I - 4:24
7. Végső kaland - 4:48
8. Te is akarod - 4:13
9. Marchez ou crevez (Légiós dal) - 4:32
10. Ki mondja meg - 5:55

## Közreműködők
- Rudán Joe - ének
- Kukovecz Gábor - gitár, basszusgitár, billentyűs hangszerek, vokál
- Karp László "Vladi" - dob